# 智商
智能商數（德語：Intelligenzquotient），簡稱智商（德語：IQ），是用智力测试测量人在其年龄段的认知能力（“智力”）的得分。人的智商呈正态分布，目前主要的智力測驗（包含最常被使用的「韦克斯勒成人智力量表」），都採用「離差智商」（deviant IQ scores）的定義。亦即，個體的IQ分數，會和個體所屬的常模（例如:和相同年齡、國家的人們）相比較。這個常模的IQ分數的平均值為100分，標準差為15分。即68.2%的人的智商在85-115之间、95.4%的人的智商在70-130之间、99.6%的人的智商在55-145之间。但智商與其行動能力並非有確切的關係，例如打遊戲、思考邏輯等。
现代人平均智商在逐渐增加，被称为弗林效应，但不了解其原因是智力的实际增长还是测量的误差；而最新的研究表明，智商有可能不单是与遗传因素有关，例如智商降低或和精神分裂症风险基因直接相关，还与生活环境有关。即智商的高低可能与遗传因素和生活环境有关，飲食缺乏碘則會造成兒童智商下降約12點，許多第三世界國家在消除缺碘和缺微量元素的環境後，民眾智商會急劇增加。

## 計算公式
「比率智商（ratio IQ scores）」计算公式：{\displaystyle {\text{IQ}}=100\times {\frac {\text{MA}}{\text{CA}}}}，
IQ = 智商；
MA = 心智年龄；
CA = 生理年龄。
如果MA比CA大，就即是IQ比正常高，相反MA比CA小，就即是IQ比正常低。

## 历史
測量智能而且予以量化的想法源自於十九世紀的英國人高爾頓（Francis Galton, 1822-1911），但是這位優生學之父卻找錯方向，他試圖藉由測量人的體能和感官靈敏程度來得出智力，卻終究徒勞無功。其後，另闢新徑，建立智力測驗原型的是法國人阿爾弗雷德·比奈 (Alfred Binet)、維克多·亨利 (Victor Henri) 和西奧多·西蒙 ( Théodore Simon ) 一起發表專注於語言能力的比奈-西蒙智力测验量表。他的研究長期被冷落，直到二十世紀初，因為實施國民義務教育政策，需要區分正常學童和智能不足的學童，他的研究才找到用途。

## 現代測試
知名的智商測試包括瑞文氏标准推理测验、韦克斯勒成人智力量表、韦克斯勒儿童智力量表、斯坦福-比奈智力量表、伍德考克-約翰遜認知能力測驗和考夫曼兒童智力測驗。
智商測試一種順序量表。智商測試並不是百分數，即意味著智商50的人的並不是有智商100的人的一半。
智商測試與成績測試之間的相關性約是0.7。

## 效度
不同智商測試得到的結果不同，同時其結果並不一定準確，現代智商測試的测量标准误約是三點，即真實智商一般在測量所得值上下各三點的範圍內浮動。也有人認為測量結果有95%的幾率在四到五點測量標準誤下浮動。臨床心理學家認為這已足夠對多數臨床目標產生效力。

## 智力與年齡
在整個兒童期，智力可能都是不斷變化的。但是這之間也有一定的關係。以前一直認為成年之後智力就會開始有衰退趨勢，但是後來這個現象被認為與弗林效應及同輩效應有關。
在韦克斯勒智力量表開始研究成人不同群體的智商后，大量相關研究也開始湧現。現在的一般觀點是流動智力在成年初有輕微的衰退，而固定智力不變。同輩效應和練習效應（不斷練習同樣的智商測試）一定要嚴格控制，否則會影響測試結果。
流動智力和固定智力的峰值很難確定，代表性研究顯示流動智力在相對年輕時較高，長期來看智力到中年及稍後時期也都還很穩定。

## 組別差異

### 环境
智商研究的許多有爭議問題都是關於智商在性別与种族间的變化的，不过都涉及先天與後天的問題，需要考慮到環境因素。环境对智力的影响极大，以至于现在已知的性别、种族差异在统计学意义上都是能完全用环境解释。
有很多环境影响在消除了曾经常见的疾病之后非常明显。比如说胎儿和婴儿时期中等程度的缺碘会导致IQ下降10-15个点，中国的缺碘案例则是平均降低了12个点。胎儿/婴儿时期其他方面的营养变化可能也有关系。传染病（寄生虫、疟疾）会消耗机体营养降低生长能力，也被证明会导致智商降低。美国禁用含铅汽油，大约在40年内让IQ上升了3-5个点。
提升识字率也和历史上的IQ提升有关。

### 性別
大多數智商測試顯示男女之間並沒有太大區別。 一些常用的智力量表也沒有顯示出二者有所差異。
2002年Douglas N. Jackson在國際智力研究協會（International Society for Intelligence Research）表示這實際上是因為測試設計者及教育系統刻意抹消了實際存在的男女差別以避免爭議，认为實際上確實存在“真正的性別”差異。

### 種族
1996年，美國心理學協會資助的智商調查活動顯示不同種族之間的智力差距十分顯著，這涉及一個先天與後天的問題。包括艾倫·S·考夫曼 、南森·布羅迪 在內的心理學家和包括伯尼·德夫林在內的統計學家 認為這要考慮到遺傳問題，而另外一些學者，例如理查德·尼斯貝特認為環境因素可以解決一切的組別差異。

## 智商和情商的關係
一些人認為，智商和情商呈現負相關；然而有不同的研究指出，情商和智商呈現正相關。其中一項利用卡泰爾「文化公平」智力測驗（Cattell's "Culture Fair" Intelligence Test）以及大五人格特質的研究發現，情商和智商與人格特質呈現高度正相關，其多元迴歸分析的R值為0.76；而各項數值中，和情商相關度最高的因子包括智商（標準化迴歸係數為0.39）、親和性（標準化迴歸係數為0.54）以及經驗開放性（標準化迴歸係數為0.46）等，換句話說，一個人的智商和性格，尤其是智商、親和性和經驗開放性，都和情商呈現正相關；另一項研究也發現智商和情商呈現高度正相關，且標準化迴歸係數為.69，換句話說，智商可能是影響情商的最大因素。

## 外部連結
- Classics in the History of Psychology （页面存档备份，存于）
- Human Intelligence: biographical profiles, current controversies, resources for teachers （页面存档备份，存于）

- International IQ testing association(国际智商测试协会) （页面存档备份，存于）